# Georg Wilhelm Feistkorn

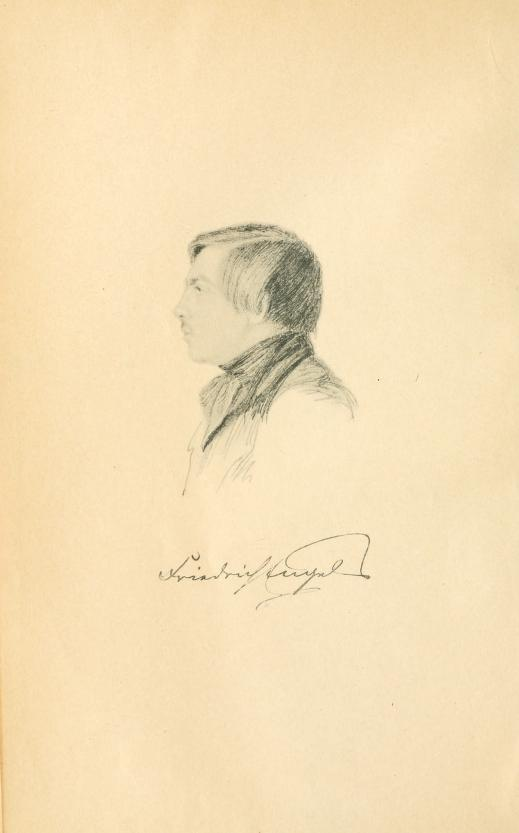
Bildnis Friedrich Engels, Dezember 1840

Georg Wilhelm Feistkorn (* 28. Mai 1811 in Göttingen, Königreich Westphalen; † 25. Oktober 1843 in Sankt Petersburg, Russisches Kaiserreich) war ein deutscher Porzellan-, Genre- und Porträtmaler.

## Leben
Feistkorn, Sohn eines Zeugschmieds, erhielt bei Carl Schmidt und Philipp Petri in Göttingen eine Ausbildung zum Porzellanmaler. Er wandte sich der Ölmalerei zu, in der er Genrebilder und vornehmlich Porträts schuf, zum Teil als Auftragsarbeiten für das Bürgertum, und stellte ab 1834 auf verschiedenen Kunstausstellungen in Hannover aus. Auch war er in Braunschweig, Hameln, Bremen, Düsseldorf und Einbeck tätig, ehe er 1841 nach Sankt Petersburg auswanderte, wo er 1843 verstarb.
Das Städtische Museum Göttingen besitzt Gemälde und Skizzenbücher Feistkorns aus den Jahren 1824 bis 1842, an denen seine künstlerische Entwicklung nachvollziehbar wird. Seine Malerei zeigt einen ausdrucksvollen, sich immer weiter verfeinernden Stil sowie eine Nähe zur Düsseldorfer Schule und weist darauf hin, dass er ein „gereifter Künstler“ war.